# نیکولای تروبتسکوی
نیکولای سرگیویچ تروبتسکوی (به روسی: Никола́й Серге́евич Трубецко́й) (زاده ۱۶ آوریل ۱۸۹۰، مسکو – درگذشته ۲۵ ژوئن ۱۹۳۸، وین) زبان‌شناس روسی بود. او یکی از اعضای اصلی مکتب زبان‌شناسی پراگ به حساب می‌آید.

## زندگی
تروبتسکوی در مسکو به دنیا آمد. او از خانواده‌ای از اشراف روس بود و در واقع یک شاهزاده روسی به‌شمار می‌رفت. پدرش، سرگئی نیکولاویچ تروبتسکوی، استاد فلسفه و رئیس دانشگاه مسکو بود. نیکولای در دانشگاه مسکو به تحصیل زبان سانسکریت و زبان‌شناسی تاریخی پرداخت، آنگاه در لایپزیک ادامه تحصیل داد. در آنجا شاگرد دستوریان جوان (Young Grammarians) و همکلاس لئونارد بلومفیلد و لوسی‌ین تنی‌یر بود. وقتی آتش انقلاب اکتبر در روسیه به اوج خود رسید، به ناچار از روسیه خارج شد و پس از آنکه در نقاط مختلف اروپای شرقی، تصدی سمت‌های گوناگون استادی را به عهده گرفت، سرانجام کرسی فقه‌اللغه زبان‌های اسلاوونیک را در دانشگاه وین پذیرفت و تا زمان مرگ زودهنگامش در ۱۹۳۸ آنجا ماند. در ۱۹۲۸ ویلم ماتسیوس او را به عضویت در حلقه زبان‌شناسی پراگ که تازه شکل گرفته بود، دعوت کرد.

## پژوهش‌ها

### واج‌شناسی و آواشناسی
تروبتسکوی به همراه رومن یاکوبسن مبانی واج‌شناسی را پی‌ریزی کرد. آنها از مشخصه‌های آوایی، یعنی اتم‌های سازنده آواها (مثلاً همخوانی بودن در برابر واکه‌ای بودن، انسدادی بودن در برابر غیرانسدادی بودن و … صحبت کردند. به‌یادماندنی‌ترین خدمت تروبتسکوی به واج‌شناسی، اثر ناتمام او دربارهٔ اصول کلی واج‌شناسی با نام «مبانی واج‌شناسی» بود که پس از مرگش انتشار یافت. تروبتسکوی در کتاب «مبانی واج‌شناسی»، هم به مباحث نظری واج‌شناسی توجه دارد و همه به مسائل توصیفی. او به مفهوم تقابل‌ها در واج‌شناسی می‌پردازد و دو نوع تقابل را معرفی می‌کند: ۱. تقابل پایدار (constant opposition) و ۲. تقابل خنثی‌شونده (Neutralizable opposition). تروبتسکوی در جایگاه خنثی‌شدنی، قائل به واج شامل است که آن را با حرف بزرگ نشان می‌دهد.